# 漢皇子
漢皇子（あやのみこ、生没年不詳）は、飛鳥時代の皇族。用明天皇の孫にあたる高向王と、宝皇女の子。異父弟に天智天皇・天武天皇が、異父妹に間人皇女がいる。

## 概要
のちに即位して皇極天皇（重祚して斉明天皇）となる宝皇女が、田村皇子（舒明天皇）と再婚する前にもうけた子で、父親は用明天皇の孫である高向王とされる。しかし、『日本書紀』巻第二十六の冒頭以外には登場せず、夭折したものとも見られている。その名から東漢直が資養にあたったとされ、父親の高向王とともに蘇我氏との関係が強かったと思われる。
高向「王」の子であるため、本来は「皇子」ではなく「王」の身分であるが、母親の宝皇女が即位したことから「皇子」と記されている。
宝皇女の生年は推古天皇2年（594年）と推定されており、20歳前後（推古天皇22年、614年）で高向王に嫁ぎ、漢皇子を産んだと仮定し、舒明天皇の妃になったのが天智天皇の生年（推古天皇34年、626年）から推定して推古天皇36年（628年）とすると、約十年あまりの動向が謎である。この間に宝皇女が蘇我氏の影響の強い夫と生別、あるいは死別し、舒明天皇に嫁ぎ、蘇我氏の血統からほど遠い王統を創出したわけであり、乙巳の変・大化の改新へと繋がったことを考え合わせると非常に重要である。
なお、漢皇子と天武天皇を同一人物とする説がある（「天武天皇#生涯」参照）。